# Jean Rignac
Pour les articles homonymes, voir Rignac, Jean Roussel et Roussel.
Jean Rignac, de son vrai nom Jean Henri Marie Roussel, est un astrologue français né le 18 mai 1911 à Sens (Yonne) et mort le 6 novembre 1993 à Neuilly-sur-Seine (Hauts-de-Seine). Il officie à la station de radio RTL durant les années 1970-1980. Sa voix nasillarde et son ton sententieux marquent plusieurs générations d'auditeurs.
Prisonnier de guerre durant la Seconde Guerre mondiale, il écrit des romans liés à cette époque.[réf. nécessaire]

## Formation
Ingénieur électricien.[réf. nécessaire]

## Astrologie
Pour prendre en compte l'empiètement sur l'écliptique de la constellation d'Ophiuchus, il instaure l'usage d'un treizième signe du zodiaque qu'il appelle « Serpentaire », nom en vigueur dans la mythologie romaine.
Sceptiques, ses confrères dénoncent une confusion entre constellation et signe zodiacal.
Cette innovation n'a pas fait école et aujourd'hui, aucun astrologue n'utilise le Serpentaire.